# Joanna Agatowska
Joanna Monika Agatowska (ur. 22 kwietnia 1972 w Świnoujściu) – polska działaczka samorządowa i menedżerka, od 2012 do 2015 wiceprzewodnicząca Sojuszu Lewicy Demokratycznej, w latach 2010–2014 wiceprezydent, a od 2024 prezydent Świnoujścia.

## Życiorys
W 1993 ukończyła studium policealne o profilu obsługa ruchu turystycznego, a w 2003 uzyskała magisterium z zarządzania finansami w podmiotach gospodarczych na Uniwersytecie Szczecińskim. Kształciła się podyplomowo w zakresie samorządu terytorialnego i rozwoju lokalnego (na UW) oraz zarządzania obiektami hotelowymi (w szczecińskiej filii WSB w Poznaniu), a także na studiach podyplomowych typu MBA na Uniwersytecie Ekonomicznym w Krakowie. Od 1998 pracowała w ośrodku kempingowym „Relax”, gdzie w 2001 została kierownikiem administracyjno-gospodarczym. Po jego połączeniu z Ośrodkiem Sportu i Rekreacji „Wyspiarz” objęła funkcję menedżera ds. turystyki i rekreacji. Później została dyrektorką zarządzającą sanatorium „Energetyk”.
Zaangażowała się w działalność polityczną w ramach Sojuszu Lewicy Demokratycznej, przekształconego następnie w Nową Lewicę. Była przewodniczącą świnoujskich struktur i członkinią rady krajowej SLD, a od 2012 do 2015 wiceprzewodniczącą partii. Później weszła w skład zachodniopomorskiej rady wojewódzkiej NL. W 2002 objęła mandat radnej Świnoujścia (w miejsce Janusza Żmurkiewicza) W 2006, 2010, 2014 i 2018 wybierana do rady miejskiej na kolejne kadencje. Przez dwie kadencje pełniła funkcję przewodniczącej rady, a w latach 2010–2014 była wiceprezydentem Świnoujścia. W 2018 ubiegała się o urząd prezydenta, zajęła 2. miejsce wśród 4 kandydatów (z wynikiem 40,06% głosów); wybory w pierwszej turze wygrał Janusz Żmurkiewicz. Bez powodzenia kandydowała do Sejmu w 2011, 2019 i 2023, a w 2015 – do Senatu w okręgu nr 98 (zajęła 3. miejsce wśród 6 kandydatów).
W wyborach samorządowych w 2024 była kandydatką na prezydenta miasta z ramienia KW Wspólne Wyspy (z poparciem Nowej Lewicy). Wygrała je już w pierwszej turze z poparciem 53,75% wyborców. Urząd objęła 6 maja 2024, zastępując nieubiegającego się o reelekcję Janusza Żmurkiewicza

## Życie prywatne
Mężatka, ma syna.